# Sigismundo Malatesta
Sigismondo Malatesta (novembro de 1498 - dezembro de 1553) foi um condottiero italiano.

## Biografia
Filho de Pandolfaccio Malatesta, Sigismondo esforçou-se por toda a sua vida para reconquistar a sede ancestral do senhorio Malatesta, Rimini, anexada pelos Estados Pontifícios sob seu ancestral Sigismondo Malatesta. Em 1522, ele entrou na cidade pela primeira vez, mas foi deposto pelas tropas enviadas por Adriano VI.
Mais tarde, no decorrer da Guerra da Liga de Cognac, ele lutou pelos franceses, participando da captura de Nonantola e da defesa de Milão. Em 1525 ele esteve presente na Batalha de Pavia. No ano seguinte, ele defendeu em vão Lodi contra as tropas venezianas sob o comando de Malatesta Baglioni, e foi protagonista de um famoso duelo contra o capitão de Baglioni, Ludovico Vistarini. Mais tarde, ele se aliou aos Estados Pontifícios, lutando em Parma e Fiorenzuola d'Arda contra os Landsknechts imperiais.
No entanto, durante o saque de Roma, quando o papa Clemente VII foi feito prisioneiro pelos imperiais, ele aproveitou para entrar em Rimini. Seu primeiro movimento foi executar todos os seus inimigos, alguns apenas suspeitos, na cidade. Mais tarde, Rimini foi sitiada por tropas francesas e a cidade se rendeu, mas Maltesta retornou em 1528 junto com seu pai. Quando um exército papal de 6 000 soldados sob o comando do cardeal Giovanni Maria Del Monte foi enviado contra ele, Sigismondo concordou em entregar a cidade em troca de 6 000 ducati. Depois de uma última tentativa desesperada de manter a cidadela da cidade, ele se refugiou em Ravena e Ferrara.
No ano seguinte, ele lutou como condottiero por Veneza e pelo Sacro Império Romano-Germânico na Hungria, e viajou para Constantinopla para pedir apoio contra a ocupação papal de Rimini. Ele morreu como um homem pobre em Reggio Emilia, em 1553.